# Batalla de Jaffa
La batalla de Jaffa fou un enfrontament armat entre l'exèrcit de Saladí i l'exèrcit croat comandat per Ricard Cor de Lleó, que suposà la fi de la Tercera Croada, després de la qual ambdós líders negociaren la treva. Tot i que els croats no recuperaren Jerusalem, es permeté l'entrada als pelegrins cristians i es respectaren les possessions cristianes de la línia costanera entre Beirut i Jaffa.

## Antecedents
El 7 de setembre del 1191, després de la batalla d'Arsuf, l'exèrcit croat es traslladà cap a Jaffa, lloc que els soldats ocuparen i fortificaren. Esperaven que seria la base d'operacions per més endavant reconquerir Jerusalem. Mentre s'aproximava l'hivern del 1191–1192, Saladí i el rei Ricard tingueren esporàdiques trobades per mirar de negociar un acord, però tot plegat no quallà en res.
A finals de novembre del 1191 els croats avançaren terra endins cap a Jerusalem.

### Saladí pren Jaffa
El 5 de juliol del 1192, Ricard començava la seva retirada de Terra Santa. Havent arribat a la conclusió que si capturava Jerusalem, després no la podria defensar en cas de contraatacs, començà a retirar el seu exèrcit cap a la costa. Gairebé immediatament, Saladí, encara colpit per la derrota a Arsuf, aprofità per venjar-se'n i, el 27 de juliol, muntà setge a la ciutat de Jaffa. Els defensors de la ciutat, encara que agafats per sorpresa, es mantingueren ferms en la lluita fins que acabaren tenint les probabilitats en contra. Els soldats de Saladí reeixiren en tombar les muralles després de tres dies d'atacs violents; només la ciutadella quedà inexpugnable i els croats supervivents s'afanyaren a enviar notícies de la seva difícil situació.

### Ricard ataca Jaffa des del mar

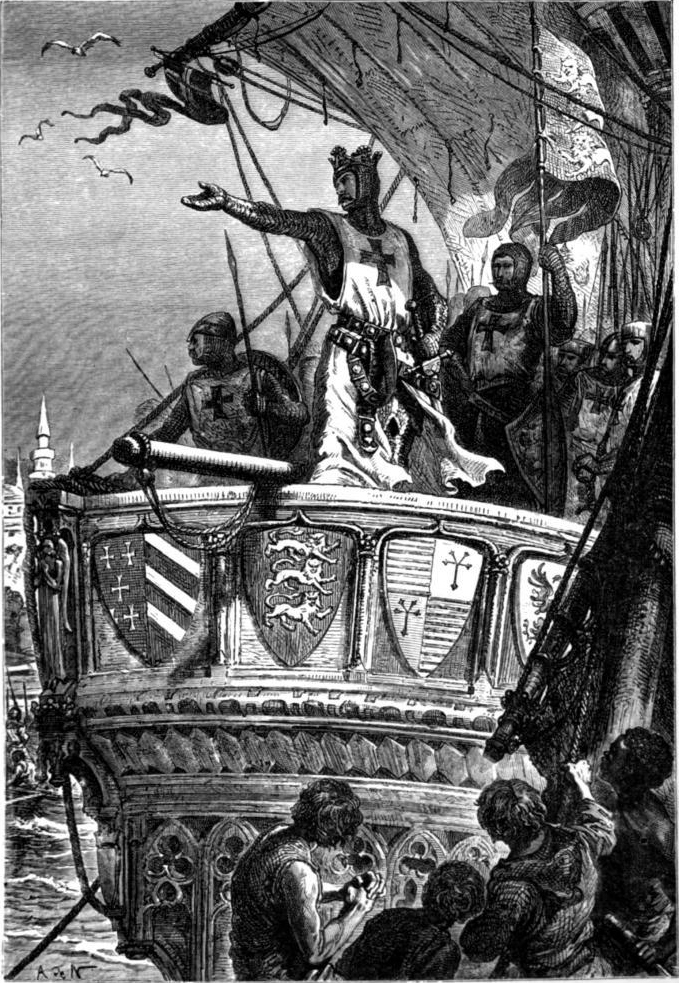
Ricard I acomiadant-se de Terra Santa, en un dibuix de l'època victoriana.

Ricard aplegà un escamot, format per un gran grup de mariners italians, i marxa a tota velocitat cap al sud. En veure les banderes musulmanes onejant en les muralles de Jaffa, cregué que la ciutat ja estava perduda, però llavors arribà un escapat dels croats defensors i l'informà de la situació.
Ricard es llançà a la mar i nedà fins a arribar a la platja de davant la ciutadella, amb ell s'obriren pas 54 cavallers, uns pocs centenars d'infanteria i uns 2.000 arquers genovesos i pisans que iniciaren una batalla. L'exèrcit musulmà s'espantà per l'atac inesperat i perquè pensaven que els atacants eren l'avançada d'un exèrcit molt més gran. L'exèrcit de Saladí començà la retirada i molts dels cristians que s'havien rendit agafaren les armes, aprofitant el caos, per unir-se a la gent del rei anglès en la lluita. L'exèrcit musulmà fugí de manera descontrolada, Saladí intentà reagrupar-lo, però no li fou possible de fer-ho a temps, ja que molts estaven a més de cinc milles terra endins.

## Batalla
Quan Saladí rebé notícia que més croats venien des de Cesarea, decidí que calia fer un contraatac per provar de recuperar Jaffa abans que arribessin aquests soldats. Des de primera hora del 4 d'agost, les tropes musulmanes s'aplegaren en la vall de la rodalia de Jaffa i s'amagaren entre els matolls per atacar l'endemà. Just a trenc d'alba, un soldat genovès sortí a fer un passeig i notà el que estava passant; el renill d'algun cavall inquiet i la resplendor d'alguna armadura mal dissimulada li acabaren de confirmar les sospites. Els sentinelles donaren l'alarma i Ricard convocà el seu exèrcit per entrar en batalla. Ordenà la infanteria, inclosos els cavallers que havien perdut la muntura, que formessin una línia defensiva agenollats recolzant la part baixa de l'escut a terra i apuntant amb la llança cap a l'enemic. Els arquers se situaren al darrere d'aquesta línia, treballant en parelles, un disparant mentre l'altre preparava l'arc. Davant de la infanteria, enclavaren al terra els punxons que normalment feien servir per fixar les tendes de campanya, amb intenció d'aturar els cavalls de l'enemic quan avancessin cap a ells. Ricard situà els pocs cavallers que li quedaven en la rereguarda.
La cavalleria musulmana, formada per turcs, egipcis i beduïns, efectuà repetides càrregues, però quan veieren que els croats no trencarien files, evitaren xocar amb les llances i no arribaren a entrar en combat. En cada càrrega tingueren força baixes, principalment per les fletxes llançades des de les ballestes dels cristians. En canvi, les armadures dels croats demostraren ser més resistents a la penetració de fletxes. Pel que fa a la cavalleria de Saladí, també quedà inservible, ja que molts cavalls foren víctima dels projectils. Unes hores després ambdós bàndols estaven molt cansats. Havent estat el blanc de moltes fletxes i sense haver pogut desmuntar les files de l'adversari, els soldats musulmans estaven desmoralitzats. Finalment la cavalleria croada, que eren només uns 10 o 15 i uns quants llancers comandats pel mateix rei, posaren en fuita l'exèrcit de Saladí.
Mentre es desenvolupava la batalla, un grup de soldats aiúbides aconseguí entrar dins de Jaffa. Els marins genovesos, als quals se'ls havia confiat la defensa de les portes, feren una lleu resistència i després es retiraren als vaixells. Tanmateix, abans que aquest grup de musulmans pogués celebrar l'avanç, Ricard i uns cavallers seus galoparen cap a ells. Al vespre, Saladí es donà per vençut i ordenà la retirada. Baha' al-Din, soldat musulmà i historiador, escriví: “Em van contar i assegurar … que aquell dia el rei d'Anglaterra, amb la llança a la mà, cavalcà tot al llarg del seu exèrcit d'esquerra a dreta, i ni un sol dels nostres soldats abandonà el seu lloc per atacar-lo. El soldà s'enfurismà i abandonà el camp de batalla molt enrabiat…”
L'exèrcit de Saladí tingué 700 homes morts i perdé 1500 cavalls; els croats 2 morts i molts ferits. Això no obstant, com acostuma a passar en les batalles medievals, el nombre de baixes no és del tot fiable. Abandonant els morts en el camp de batalla, Saladí i la seva gent marxà cap a Jerusalem, ciutat a la qual reforçaren les defenses per si Ricard continuava amb la reconquesta.

## Conseqüències
La batalla de Jaffa marcà la fi de l'ofensiva de Saladí. Ambdós bàndols estaven completament exhausts, i el territori Palestí estava en estat ruïnós. Poc després de la batalla, el rei anglès caigué malalt. Se'n negocià una treva de tres anys, se'n reconstruïren les defenses d'Ascaló i es retornà aquesta ciutat a Saladí, mentre que la costa entre Tir i Jaffa quedava sota govern dels senyors cristians, que tindrien Acre com a capital. Es permetria l'accés de pelegrins cristians a Jerusalem.